# Jacques-Yves Cousteau
Jacques-Yves Cousteau (Saint-André-de-Cubzac, 11 de juny de 1910 - París, 25 de juny de 1997), també conegut com a Comandant Cousteau o Le Pacha, fou un oficial de la marina francesa, un oceanògraf i cineasta francès, internacionalment conegut com el comandant del Calypso.

## Primers anys
Va néixer l'11 de juny de 1910 a la ciutat de Saint-André-de-Cubzac, població situada al departament francès de Gironda. Fill d'un advocat i net d'un notari, va descobrir la mar a les cales prop de Marsella on la seva família s'havia establert. El 1930, després d'haver realitzat els seus estudis preparatoris al prestigiós Collège Stanislas de París, va entrar a l'escola naval de Brest on es convertiria en oficial artiller el 1933. A la marina francesa volia ser pilot de l'aeronàutica naval, però un accident d'automòbil el 1935 li ho va impedir. Després de la seva convalescència, el 1936, va ser destinat al cuirassat Condorcet, on va conèixer un altre oficial naval, Philippe Tailliez. Fins llavors Cousteau no s'interessava pel món submarí, però Tailliez, que era caçador submarí, li va prestar unes ulleres Fernez, predecessores de les actuals ulleres de piscina. Cousteau les va provar immediatament a la platja del Mourillon (un barri de Toló on vivia llavors) i, en veure a sota de l'aigua uns peixos que passaven a sobre d'unes roques cobertes de molsa, va decidir que es dedicaria tota la seva vida a explorar els fons marins. Cousteau es va casar el 12 de juliol de 1937 amb Simone Melchior, filla d'un executiu del grup industrial Air Liquide, amb qui va tenir dos fills, Jean-Michel Cousteau (1938) i Philippe Cousteau (1942) que participarien en l'aventura del Calypso.
Un any després del casament de Cousteau, el 1938, Tailliez va conèixer un altre caçador submarí, Frédéric Dumas, apassionat també per l'exploració submarina, i tots tres, Tailliez, Dumas i Cousteau formaren des de llavors un grup inseparable d'amics, obsessionats tots tres per trobar un mitjà que els permetés de respirar a sota de l'aigua i així explorar els fons marins. Va ser Cousteau el primer a trobar aquest mitjà quan al desembre de 1942 va conèixer a París l'enginyer Émile Gagnan, que acabava d'inventar un regulador per a motors de cotxes. Cousteau li va proposar la seva ajuda per a adaptar el seu regulador no pas a la carburació d'un motor d'automòbil sinó a la respiració dels homes, i va ser així, entre gener i juny de 1943, que tots dos inventaren el regulador modern: l'escafandre autònom Cousteau-Gagnan que ells anomenaren Aqua-Lung. Més tard crearen noves patents, el CG45 (Cousteau-Gagnan de 1945), el Mistral de 1955, i d'altres països començaren també a crear les seves pròpies patents, establint així les premisses del mercat de reguladors de busseig comercialitzats encara avui dia arreu del món. Dos prototips d'escafandre autònom, enviats de París a Toló per Air Liquide l'estiu de 1943, varen permetre a Cousteau de realitzar Épaves, la seva segona pel·lícula subaquàtica, que fou també la primera a ser rodada amb reguladors de busseig. La seva primera pel·lícula havia estat Par dix-huit mètres de fond (A 18 metres de fondària) que va rodar amb Tailliez i Dumas el 1942, en apnea, i amb les càmeres subaquàtiques inventades per l'enginyer Léon Vèche.
Va servir en la Segona Guerra Mundial com a oficial de l'exèrcit francès en la resistència contra la ocupació nazi, motiu pel qual va ser condecorat amb la Legió d'Honor. El 1945, després de la victòria aliada, Cousteau va fundar a Toló, amb l'autorització de l'almirall André Lemonnier, el GRS o Groupement de Recherches sous-marines (Grup de Recerques Submarines), que més tard s'anomenaria Grup d'Estudis i de Recerques Submarines (GERS) i que canviaria de nom diverses vegades fins a anomenar-se actualment CEPHISMER (Cellule Plongée Humaine et Intervention Sous la MER: Cèl·lula de Busseig Humà i d'Intervenció Submarina). L'any 1949 Cousteau va deixar la Marine nationale com a capità de corbeta, i el 1950 va fundar les Campanyes Oceanogràfiques Franceses i va comprar el seu vaixell, el Calypso, amb el qual va recórrer les mars més interessants del planeta així com rius i riberes. Va realitzar també excavacions arqueològiques submarines a la mar Mediterrània.
- El Calypso, l'any 1999
- Cousteau dins el Calypso

## Exploració marítima
Durant els seus viatges arreu del món va produir una quantitat important de pel·lícules documentals i sèries de televisió. Va rebre la Palma d'Or al Festival de cinema de Cannes el 1956 per la seva pel·lícula Le Monde du silence (El món del silenci), corealitzada amb Louis Malle. A part d'aquest prestigiós guardó també aconseguí tres Oscars de l'Acadèmia de les Arts i les Ciències Cinematogràfiques de Hollywood per les seves pel·lícules Le Monde du silence (1956), Histoire d'un poisson rouge (Història d'un carpí daurat, 1959) i Le Monde sans soleil (El món sense sol, 1964). També va escriure alguns llibres sobre el coneixement de la biologia submarina i va produir la sèrie de llarga duració per a la televisió El món submarí de Jacques Cousteau, que li creà una popularitat sense precedents.
Amb el suport de Jean Mollard, va crear el plateret submergible SP-350, un vehicle submarí extraordinari de dues places que pot assolir una profunditat de 350 m. sota el nivell del mar. L'experiència va tenir un èxit contundent i es va repetir el 1965 amb dos vehicles que van assolir una profunditat de 500 m. El 1957 va ser elegit director del Museu Oceanogràfic de Mònaco i fundà el Grup d'Investigació Submarina a Toló. Va encapçalar Précontinent, unes experiències de busseig en saturació (immersió de llarga duració) i va ser un dels pocs estrangers a ser admès a l'Acadèmia de Ciències dels Estats Units.

## Conservació marina
L'octubre del 1960 un nombre considerable de deixalles radioactives havien de ser submergides a la mar Mediterrània pel Comissariat francès de la Comunitat Europea de l'Energia Atòmica. El comandant Cousteau va organitzar una campanya de premsa que en menys de dues setmanes va produir una commoció entre la població. El tren que duia les restes radioactives fou aturat per una manifestació i l'obligaren a retornar al seu punt de sortida.
El 1974 va crear la Societat Cousteau als Estats Units, dedicada a la protecció i la millora de la qualitat de vida per a les generacions actuals i futures. En l'actualitat compta amb més de 100.000 membres. El 1977 va rebre, amb Sir Peter Scott, el premi de les Nacions Unides per la protecció al medi ambient. El 1985 va rebre la Medalla de la Llibertat Presidencial, atorgada pel president dels Estats Units Ronald Reagan.
El 28 de juny de 1979 en una expedició del Calypso a Portugal el seu segon fill, Philippe, amb el qual havia coproduït tots els seus films des de 1969, va morir en un accident d'hidroavió. Va convidar llavors el seu fill gran, Jean-Michel Cousteau, a col·laborar en les seves expedicions.
El 24 de novembre de 1988 va ser elegit com a membre de l'Acadèmia Francesa, com a successor de Jean Delay i hi va ocupar el seient número 17. La seva recepció oficial va tenir lloc el 22 de juny de 1989, i la resposta al seu discurs de recepció va ser elaborada per Betrand Poirot-Depelch. El 1992 va ser convidat a la conferència de les Nacions Unides sobre el medi ambient i el desenvolupament a Rio de Janeiro (Brasil). A partir de llavors es va convertir en un conseller regular de l'ONU i més tard del Banc Mundial. Aquell mateix any fou guardonat amb el Premi Internacional Catalunya atorgat per la Generalitat de Catalunya.
Jacques-Yves Cousteau va morir el 25 de juny de 1997 a París, a conseqüència d'un atac de cor, i fou enterrat a Saint-André-de-Cubzac. La vila li va retre homenatge posant el nom de "Commandant Cousteau" al carrer que duu a la casa on va néixer.

## Obra publicada
- Cousteau, Jacques-Yves; Dumas, Frédéric; Taillez, P. "Par dix-huit mètres de fond" : histoire d'un film.  París: Durel, 1946.
- Cousteau, Jacques-Yves; Dumas, Frédéric. Le monde du silence....  París: Éditions de Paris, 1953.
- Cousteau, Jacques-Yves; Paccalet, Yves. A la recherche de l'Atlantide (en francès).  Flammarion, 1981. ISBN 978-2-08-200444-2.
- Cousteau, Jacques-Yves; Paccalet, Yves. La planète des baleines (en francès).  R. Laffont, 1986. ISBN 978-2-221-04451-3.
- Cousteau, Jacques-Yves; Schiefelbein, Susan. L'homme, la pieuvre et l'orchidée (en francès).  Robert Laffont/Plon, 1997. ISBN 978-2-221-08523-3.